# David Abudarham
David (ben Joseph) Abudarham (Hebräisch: דוד (בר' יוסף) אַבּוּדִרְהַם) war ein um 1350 in Sevilla lebender und wirkender jüdischer Gelehrter, bekannt geworden vor allem durch sein Buch Abudarham, Erläuterungen zur jüdischen Liturgie. Er war ein Schüler Jakob ben Aschers.